# Copa Europea Femenina de la FIBA 2023-24
La Copa Europea Femenina de la FIBA 2023-24 fue la 22.ª edición del campeonato europeo de clubes femeninos de baloncesto organizado por FIBA. Es el segundo escalón del baloncesto femenino europeo, tras la Euroliga.
La temporada comenzó el 20 de septiembre de 2023 con la Fase Clasificatoria y terminó el 10 de abril de 2024 con London Lions consiguiendo el título gracias a la victoria en el partido de vuelta de la Final .

## Sistema de competición
Para esta temporada se fijó el siguiente sistema de competición compuesto por: Fase de Clasificación, Fase Regular y Fase Eliminatoria. Respecto a años anteriores, cabe destacar la desaparición de las Conferencias, lo que significa que para la Fase Regular los equipos de diferentes países se podían enfrentar independientemente de su ubicación.

### Fase de Clasificación
Contó con 6 equipos: 3 duelos los cuales, por cada duelo, 2 equipos se enfrentaron a dos partidos (ida y vuelta). Pasaron los equipos que más puntos lograron sumar entre el partido de ida y el de vuelta en sus respectivos duelos (es decir, 3 equipos accedieron a la siguiente fase mientras que los 3 derrotados quedaron eliminados).

### Fase Regular
Constaron de 12 grupos. Cada grupo estaba compuesto por 4 equipos (un total de 48 compitieron en esta fase). Se jugaron 6 jornadas por grupo en formato liguilla de todos contra todos, a ida y vuelta. Al finalizar, los 12 primeros, los 12 segundos y los 8 mejores terceros avanzaron a la siguiente ronda.
Los resultados de esta fase también sirvió para elaborar un ranking con los 32 equipos clasificados la cual determinaría los duelos para la  Fase Eliminatoria.

### Fase Eliminatoria
Estuvo compuesto por 5 rondas eliminatorias: Play-off Ronda 1, octavos de final, cuartos de final, semifinales y la final.
Cada ronda eliminatoria se basaba en duelos directos entre dos equipos. Los duelos de las eliminatorias quedaron determinados por el ranking tras la Fase Regular (en primera ronda, se enfrentaron el 1vs32, 2vs31…).
Las eliminatorias fueron a doble partido: con el partido de ida en la cancha del equipo peor clasificado y el de vuelta en la cancha del equipo mejor clasificado. Pasaron de ronda los equipos los cuales llegaron a sumar más puntos entre los dos partidos de sus duelos. El equipo ganador de la ronda final fue proclamado como el equipo ganador del torneo.

## Calendario
| Fase                  | Jornada   | Fecha                            |
| --------------------- | --------- | -------------------------------- |
| Sorteo                |           | 9 de agosto de 2023              |
| Fase de Clasificación | Ida       | 20-21 de septiembre de 2023      |
| Fase de Clasificación | Vuelta    | 27–28 de septiembre de 2023      |
| Fase Regular          | Jornada 1 | 11 y 12 de octubre de 2023       |
| Fase Regular          | Jornada 2 | 17, 18 y 19 de octubre de 2023   |
| Fase Regular          | Jornada 3 | 25 y 26 de octubre de 2023       |
| Fase Regular          | Jornada 4 | 1 de noviembre de 2023           |
| Fase Regular          | Jornada 5 | 21,22 y 23 de noviembre de 2023  |
| Fase Regular          | Jornada 6 | 28, 29 y 30 de noviembre de 2023 |
| Play-off Ronda 1      | Ida       | 13 y 14 de diciembre de 2023     |
| Play-off Ronda 1      | Vuelta    | 20 y 21 de diciembre de 2023     |
| Octavos de final      | Ida       | 10 y 11 de enero de 2024         |
| Octavos de final      | Vuelta    | 17 y 18 de enero de 2024         |
| Cuartos de final      | Ida       | 22 de febrero de 2024            |
| Cuartos de final      | Vuelta    | 29 de febrero de 2024            |
| Semifinales           | Ida       | 7 de marzo de 2024               |
| Semifinales           | Vuelta    | 14 de marzo de 2024              |
| Finales               | Ida       | 3 de abril de 2024               |
| Finales               | Vuelta    | 10 de abril de 2024              |

## Equipos participantes
Un total de 51 equipos participaron en esta edición: 45 entraron en la Fase Regular (de los cuales 3 venían de caer en la fase de clasificación de la Euroliga) y 6 equipos comenzaron en la Fase Clasificatoria .
Debido a la situación que atravesaba el país, los equipos israelitas se vieron obligados a retirarse  por lo que los grupos en los que participaban en la Fase Regular fueron reducidos y adaptados a 3 participantes.
| Fase Regular                | Fase Regular                 | Fase Regular              | Fase Regular               |
| --------------------------- | ---------------------------- | ------------------------- | -------------------------- |
| London Lions EL             | TTT Riga EL                  | Beşiktaş EL               | Kangoeroes Basket Mechelen |
| Castors Braine              | Basket Namur Capitale        | ŽKK Ragusa Dubrovnik      | Žabiny Brno                |
| KP TANY Brno                | Levharti Chomutov            | Lattes Montpellier        | Tango Bourges Basket       |
| Roche Vendée Basket         | Union Féminine Angers        | Flammes Carolo Basket     | Rutronik Stars Keltern     |
| Caledonia Gladiators        | Olympiacos SFP               | Panathinaikos AC          | KSC Szekszárd              |
| NKA Universitas Pecs        | Elitzur Landco Ramla         | A.S. Ramat HaSharon       | Umana Reyer Venice         |
| BDS Dinamo Sassari          | Kibirkštis                   | BBC Gréngewald Hueschtert | T71 Diddeleng              |
| InvestInTheWest Enea Gorzow | MB Zagłębie Sosnowiec        | VBW Arka Gdynia           | GDESSA-Barreiro            |
| SL Benfica                  | CMS Constanța                | Piešťanské Čajky          | Slavia Banská Bystrica     |
| Spar Girona                 | Lointek Gernika Bizkaia      | Cadí La Seu               | Movistar Estudiantes       |
| BCF Elfic Fribourg          | Galatasaray Cagdas Factoring | Emlak Konut SK            | Bursa Uludag Basketbol     |
| Melikgazi Kayseri           |                              |                           |                            |
| Fase de Clasificación       |                              |                           |                            |
| Ostrava                     | Eleftheria Moschatou         | Sportiva Azoris Hotels    | CS Universitatea Cluj      |
| MBK Ružomberok              | Antalya Toroslar BC          |                           |                            |

## Fase de Clasificación
| Equipo 1              | Agr.    | Equipo 2               | Ida   | Vuelta |
| --------------------- | ------- | ---------------------- | ----- | ------ |
| Ostrava               | 94-115  | MBK Ružomberok         | 45-59 | 49-56  |
| Antalya Toroslar BC   | 131-110 | Sportiva Azoris Hotels | 66-49 | 65-61  |
| CS Universitatea Cluj | 107-127 | Eleftheria Moschatou   | 47-62 | 60-65  |

Fuente: 

## Fase Regular

### Grupo A
| Pos. | Equipo                | PJ | G | P | PF  | PC  | DP   | Pts | Clasificación    |  | CAD   | ZAB   | FLA   | ELE    |
| ---- | --------------------- | -- | - | - | --- | --- | ---- | --- | ---------------- |  | ----- | ----- | ----- | ------ |
| 1    | Cadí La Seu           | 6  | 5 | 1 | 431 | 410 | +21  | 11  | Play-off Ronda 1 |  | —     | 69–66 | 48–73 | 70–61  |
| 2    | Žabiny Brno           | 6  | 3 | 3 | 453 | 406 | +47  | 9   | Play-off Ronda 1 |  | 76–82 | —     | 76–70 | 93–45  |
| 3    | Flammes Carolo Basket | 6  | 3 | 3 | 487 | 372 | +115 | 9   | Play-off Ronda 1 |  | 70–74 | 70–74 | —     | 108–42 |
| 4    | Eleftheria Moschatou  | 6  | 1 | 5 | 340 | 523 | −183 | 7   | Eliminado        |  | 64–88 | 70–68 | 58–96 | —      |

 Fuente: 
Notas:
1. 1 2  Žabiny Brno 150–140 Flammes Carolo Basket

### Grupo B
| Pos. | Equipo                      | PJ | G | P | PF  | PC  | DP   | Pts | Clasificación    |  | GIR   | GOR   | PIE   | DID   |
| ---- | --------------------------- | -- | - | - | --- | --- | ---- | --- | ---------------- |  | ----- | ----- | ----- | ----- |
| 1    | Spar Girona                 | 6  | 6 | 0 | 495 | 380 | +115 | 12  | Play-off Ronda 1 |  | —     | 94–68 | 73–45 | 97–71 |
| 2    | InvestInTheWest Enea Gorzow | 6  | 3 | 3 | 479 | 461 | +18  | 9   | Play-off Ronda 1 |  | 75–77 | —     | 83–81 | 83–92 |
| 3    | Piešťanské Čajky            | 6  | 2 | 4 | 394 | 407 | −13  | 8   | Eliminados       |  | 53–68 | 64–77 | —     | 81–54 |
| 4    | T71 Diddeleng               | 6  | 1 | 5 | 390 | 510 | −120 | 7   | Eliminados       |  | 68–86 | 53–93 | 52–70 | —     |

 Fuente: 

### Grupo C
| Pos. | Equipo                       | PJ | G | P | PF  | PC  | DP   | Pts | Clasificación    |  | GAL   | ANG   | KIR    | CON   |
| ---- | ---------------------------- | -- | - | - | --- | --- | ---- | --- | ---------------- |  | ----- | ----- | ------ | ----- |
| 1    | Galatasaray Cagdas Factoring | 6  | 6 | 0 | 500 | 408 | +92  | 12  | Play-off Ronda 1 |  | —     | 74–62 | 102–66 | 83–77 |
| 2    | Union Féminine Angers        | 6  | 4 | 2 | 481 | 356 | +125 | 10  | Play-off Ronda 1 |  | 70–71 | —     | 90–52  | 95–61 |
| 3    | Kibirkštis                   | 6  | 2 | 4 | 389 | 518 | −129 | 8   | Eliminados       |  | 57–87 | 50–96 | —      | 87–78 |
| 4    | CMS Constanța                | 6  | 0 | 6 | 405 | 493 | −88  | 6   | Eliminados       |  | 76–83 | 48–68 | 65–77  | —     |

 Fuente: 

### Grupo D
| Pos. | Equipo                  | PJ | G | P | PF  | PC  | DP  | Pts | Clasificación    |  | LAT   | GER   | SOS   | RAM   |
| ---- | ----------------------- | -- | - | - | --- | --- | --- | --- | ---------------- |  | ----- | ----- | ----- | ----- |
| 1    | Lattes Montpellier      | 4  | 3 | 1 | 303 | 268 | +35 | 7   | Play-off Ronda 1 |  | —     | 66–67 | 86–62 | Canc. |
| 2    | Lointek Gernika Bizkaia | 4  | 2 | 2 | 283 | 265 | +18 | 6   | Play-off Ronda 1 |  | 69–70 | —     | 78–59 | Canc. |
| 3    | MB Zagłębie Sosnowiec   | 4  | 1 | 3 | 261 | 314 | −53 | 5   | Play-off Ronda 1 |  | 70–81 | 70–69 | —     | Canc. |
| 4    | A.S. Ramat HaSharon     | 0  | 0 | 0 | 0   | 0   | 0   | 0   | Retirado         |  | Canc. | Canc. | Canc. | —     |

 Fuente: 

### Grupo E
| Pos. | Equipo                     | PJ | G | P | PF  | PC  | DP   | Pts | Clasificación    |  | BES   | MEC   | PAN   | SLA   |
| ---- | -------------------------- | -- | - | - | --- | --- | ---- | --- | ---------------- |  | ----- | ----- | ----- | ----- |
| 1    | Beşiktaş                   | 6  | 4 | 2 | 501 | 416 | +85  | 10  | Play-off Ronda 1 |  | —     | 93–79 | 79–80 | 97–69 |
| 2    | Kangoeroes Basket Mechelen | 6  | 4 | 2 | 517 | 470 | +47  | 10  | Play-off Ronda 1 |  | 83–74 | —     | 87–91 | 88–72 |
| 3    | Panathinaikos AC           | 6  | 4 | 2 | 446 | 448 | −2   | 10  | Play-off Ronda 1 |  | 62–71 | 80–84 | —     | 66–64 |
| 4    | Slavia Banská Bystrica     | 6  | 0 | 6 | 371 | 501 | −130 | 6   | Eliminado        |  | 43–87 | 60–96 | 63–67 | —     |

 Fuente: 
Notas:
1. 1 2 3  Beşiktaş: 6 pts., +13 DP; Kangoeroes Basket Mechelen: 6 pts., -5 DP; Panathinaikos AC: 6 pts., -8 DP

### Grupo F
| Pos. | Equipo            | PJ | G | P | PF  | PC  | DP   | Pts | Clasificación    |  | TTT   | KAY   | OLY   | RUZ   |
| ---- | ----------------- | -- | - | - | --- | --- | ---- | --- | ---------------- |  | ----- | ----- | ----- | ----- |
| 1    | TTT Riga          | 6  | 6 | 0 | 439 | 362 | +77  | 12  | Play-off Ronda 1 |  | —     | 71–69 | 59–55 | 81–56 |
| 2    | Melikgazi Kayseri | 6  | 3 | 3 | 463 | 430 | +33  | 9   | Play-off Ronda 1 |  | 60–80 | —     | 69–85 | 83–58 |
| 3    | Olympiacos SFP    | 6  | 3 | 3 | 408 | 392 | +16  | 9   | Play-off Ronda 1 |  | 68–77 | 73–95 | —     | 68–46 |
| 4    | MBK Ružomberok    | 6  | 0 | 6 | 323 | 449 | −126 | 6   | Eliminado        |  | 54–71 | 63–87 | 46–59 | —     |

 Fuente: 
Notas:
1. 1 2  Melikgazi Kayseri 164–158 Olympiacos SFP

### Grupo G
| Pos. | Equipo                | PJ | G | P | PF  | PC  | DP  | Pts | Clasificación    |  | NAM   | CAL   | BEN   | RAM   |
| ---- | --------------------- | -- | - | - | --- | --- | --- | --- | ---------------- |  | ----- | ----- | ----- | ----- |
| 1    | Basket Namur Capitale | 4  | 3 | 1 | 240 | 210 | +30 | 7   | Play-off Ronda 1 |  | —     | 65–50 | 73–59 | Canc. |
| 2    | Caledonia Gladiators  | 4  | 3 | 1 | 236 | 212 | +24 | 7   | Play-off Ronda 1 |  | 49–42 | —     | 73–52 | Canc. |
| 3    | SL Benfica            | 4  | 0 | 4 | 216 | 270 | −54 | 4   | Eliminado        |  | 52–60 | 53–64 | —     | Canc. |
| 4    | Elitzur Landco Ramla  | 0  | 0 | 0 | 0   | 0   | 0   | 0   | Retirado         |  | Canc. | Canc. | Canc. | —     |

 Fuente: 
Notas:
1. 1 2  Basket Namur Capitale 107–99 Caledonia Gladiators

### Grupo H
| Pos. | Equipo                    | PJ | G | P | PF  | PC  | DP   | Pts | Clasificación    |  | TAN   | BRN   | ANT    | GRE   |
| ---- | ------------------------- | -- | - | - | --- | --- | ---- | --- | ---------------- |  | ----- | ----- | ------ | ----- |
| 1    | Tango Bourges Basket      | 6  | 6 | 0 | 569 | 370 | +199 | 12  | Play-off Ronda 1 |  | —     | 86–51 | 124–92 | 93–59 |
| 2    | KP TANY Brno              | 6  | 3 | 3 | 459 | 416 | +43  | 9   | Play-off Ronda 1 |  | 59–70 | —     | 101–63 | 95–59 |
| 3    | Antalya Toroslar BC       | 6  | 2 | 4 | 465 | 565 | −100 | 8   | Play-off Ronda 1 |  | 67–99 | 79–77 | —      | 74–73 |
| 4    | BBC Gréngewald Hueschtert | 6  | 1 | 5 | 383 | 525 | −142 | 7   | Eliminado        |  | 42–97 | 59–76 | 91–90  | —     |

 Fuente: 

### Grupo I
| Pos. | Equipo                 | PJ | G | P | PF  | PC  | DP   | Pts | Clasificación    |  | LON   | CAS   | RUT   | GDE   |
| ---- | ---------------------- | -- | - | - | --- | --- | ---- | --- | ---------------- |  | ----- | ----- | ----- | ----- |
| 1    | London Lions           | 6  | 6 | 0 | 521 | 357 | +164 | 12  | Play-off Ronda 1 |  | —     | 93–53 | 78–63 | 79–60 |
| 2    | Castors Braine         | 6  | 4 | 2 | 443 | 446 | −3   | 10  | Play-off Ronda 1 |  | 76–87 | —     | 97–69 | 66–60 |
| 3    | Rutronik Stars Keltern | 6  | 2 | 4 | 427 | 475 | −48  | 8   | Eliminados       |  | 50–93 | 74–80 | —     | 89–59 |
| 4    | GDESSA-Barreiro        | 6  | 0 | 6 | 365 | 478 | −113 | 6   | Eliminados       |  | 55–91 | 63–71 | 68–82 | —     |

 Fuente: 

### Grupo J
| Pos. | Equipo                 | PJ | G | P | PF  | PC  | DP   | Pts | Clasificación    |  | REY    | NKA   | BUR    | RAG   |
| ---- | ---------------------- | -- | - | - | --- | --- | ---- | --- | ---------------- |  | ------ | ----- | ------ | ----- |
| 1    | Umana Reyer Venice     | 6  | 6 | 0 | 529 | 304 | +225 | 12  | Play-off Ronda 1 |  | —      | 73–58 | 105–58 | 91–38 |
| 2    | NKA Universitas Pecs   | 6  | 3 | 3 | 418 | 368 | +50  | 9   | Play-off Ronda 1 |  | 52–67  | —     | 78–52  | 77–66 |
| 3    | Bursa Uludag Basketbol | 6  | 3 | 3 | 401 | 440 | −39  | 9   | Play-off Ronda 1 |  | 64–80  | 78–75 | —      | 60–50 |
| 4    | ŽKK Ragusa Dubrovnik   | 6  | 0 | 6 | 272 | 508 | −236 | 6   | Eliminado        |  | 34–113 | 32–78 | 52–89  | —     |

 Fuente: 
Notas:
1. 1 2  NKA Universitas Pecs 153–130 Bursa Uludag Basketbol

### Grupo K
| Pos. | Equipo               | PJ | G | P | PF  | PC  | DP  | Pts | Clasificación    |  | MOV   | DIN   | SZE   | LEV    |
| ---- | -------------------- | -- | - | - | --- | --- | --- | --- | ---------------- |  | ----- | ----- | ----- | ------ |
| 1    | Movistar Estudiantes | 6  | 6 | 0 | 436 | 381 | +55 | 12  | Play-off Ronda 1 |  | —     | 54–47 | 83–69 | 101–80 |
| 2    | BDS Dinamo Sassari   | 6  | 3 | 3 | 437 | 413 | +24 | 9   | Play-off Ronda 1 |  | 65–72 | —     | 85–69 | 88–65  |
| 3    | KSC Szekszárd        | 6  | 3 | 3 | 446 | 450 | −4  | 9   | Play-off Ronda 1 |  | 54–56 | 83–72 | —     | 76–65  |
| 4    | Levharti Chomutov    | 6  | 0 | 6 | 435 | 510 | −75 | 6   | Eliminado        |  | 66–70 | 70–80 | 89–95 | —      |

 Fuente: 
Notas:
1. 1 2  BDS Dinamo Sassari 157–152 KSC Szekszárd

### Grupo L
| Pos. | Equipo              | PJ | G | P | PF  | PC  | DP  | Pts | Clasificación    |  | ARK   | VEN   | FRI    | KON   |
| ---- | ------------------- | -- | - | - | --- | --- | --- | --- | ---------------- |  | ----- | ----- | ------ | ----- |
| 1    | VBW Arka Gdynia     | 6  | 4 | 2 | 454 | 390 | +64 | 10  | Play-off Ronda 1 |  | —     | 86–61 | 77–47  | 69–53 |
| 2    | Roche Vendée Basket | 6  | 4 | 2 | 445 | 451 | −6  | 10  | Play-off Ronda 1 |  | 84–77 | —     | 101–68 | 72–61 |
| 3    | BCF Elfic Fribourg  | 6  | 2 | 4 | 425 | 488 | −63 | 8   | Play-off Ronda 1 |  | 93–89 | 73–79 | —      | 82–71 |
| 4    | Emlak Konut SK      | 6  | 2 | 4 | 394 | 389 | +5  | 8   | Eliminado        |  | 52–56 | 86–48 | 71–62  | —     |

 Fuente: 
Notas:
1. 1 2  VBW Arka Gdynia 163–145 Roche Vendée Basket
2. 1 2  BCF Elfic Fribourg 144–142 Emlak Konut SK

#### Ranking de terceros clasificados
| Pos. | Grp | Equipo                 | PJ | G | P | PF  | PC  | DP   | Pts | Clasificación    |
| ---- | --- | ---------------------- | -- | - | - | --- | --- | ---- | --- | ---------------- |
| 1    | E   | Panathinaikos AC       | 4  | 2 | 2 | 313 | 321 | −8   | 6   | Play-off Ronda 1 |
| 2    | A   | Flammes Carolo Basket  | 4  | 1 | 3 | 283 | 272 | +11  | 5   | Play-off Ronda 1 |
| 3    | F   | Olympiacos SFP         | 4  | 1 | 3 | 281 | 300 | −19  | 5   | Play-off Ronda 1 |
| 4    | K   | KSC Szekszárd          | 4  | 1 | 3 | 275 | 296 | −21  | 5   | Play-off Ronda 1 |
| 5    | D   | MB Zagłębie Sosnowiec  | 4  | 1 | 3 | 261 | 314 | −53  | 5   | Play-off Ronda 1 |
| 6    | L   | BCF Elfic Fribourg     | 4  | 1 | 3 | 281 | 346 | −65  | 5   | Play-off Ronda 1 |
| 7    | J   | Bursa Uludag Basketbol | 4  | 1 | 3 | 252 | 338 | −86  | 5   | Play-off Ronda 1 |
| 8    | H   | Antalya Toroslar BC    | 4  | 1 | 3 | 301 | 401 | −100 | 5   | Play-off Ronda 1 |
| 9    | G   | SL Benfica             | 4  | 0 | 4 | 216 | 270 | −54  | 4   | Eliminados       |
| 10   | B   | Piešťanské Čajky       | 4  | 0 | 4 | 243 | 301 | −58  | 4   | Eliminados       |
| 11   | I   | Rutronik Stars Keltern | 4  | 0 | 4 | 256 | 348 | −92  | 4   | Eliminados       |
| 12   | C   | Kibirkštis             | 4  | 0 | 4 | 225 | 375 | −150 | 4   | Eliminados       |

 Fuente: FIBA.com

## Clasificación para las Eliminatorias
| Pos. | Grp | Equipo                       | PJ | G | P | PF  | PC  | DP   | Pts |
| ---- | --- | ---------------------------- | -- | - | - | --- | --- | ---- | --- |
| 1    | H   | Tango Bourges Basket         | 4  | 4 | 0 | 379 | 269 | +110 | 8   |
| 2    | I   | London Lions                 | 4  | 4 | 0 | 351 | 242 | +109 | 8   |
| 3    | J   | Umana Reyer Venice           | 4  | 4 | 0 | 325 | 232 | +93  | 8   |
| 4    | C   | Galatasaray Cagdas Factoring | 4  | 4 | 0 | 334 | 255 | +79  | 8   |
| 5    | B   | Spar Girona                  | 4  | 4 | 0 | 312 | 241 | +71  | 8   |
| 6    | F   | TTT Riga                     | 4  | 4 | 0 | 287 | 252 | +35  | 8   |
| 7    | K   | Movistar Estudiantes         | 4  | 4 | 0 | 265 | 235 | +30  | 8   |
| 8    | D   | Lattes Montpellier           | 4  | 3 | 1 | 303 | 268 | +35  | 7   |
| 9    | G   | Basket Namur Capitale        | 4  | 3 | 1 | 240 | 210 | +30  | 7   |
| 10   | G   | Caledonia Gladiators         | 4  | 3 | 1 | 236 | 212 | +24  | 7   |
| 11   | L   | Roche Vendée Basket          | 4  | 3 | 1 | 325 | 304 | +21  | 7   |
| 12   | A   | Cadí La Seu                  | 4  | 3 | 1 | 273 | 285 | −12  | 7   |
| 13   | C   | Union Féminine Angers        | 4  | 2 | 2 | 318 | 247 | +71  | 6   |
| 14   | L   | VBW Arka Gdynia              | 4  | 2 | 2 | 329 | 285 | +44  | 6   |
| 15   | D   | Lointek Gernika Bizkaia      | 4  | 2 | 2 | 283 | 265 | +18  | 6   |
| 16   | E   | Beşiktaş                     | 4  | 2 | 2 | 317 | 304 | +13  | 6   |
| 17   | A   | Žabiny Brno                  | 4  | 2 | 2 | 292 | 291 | +1   | 6   |
| 18   | E   | Kangoeroes Basket Mechelen   | 4  | 2 | 2 | 333 | 338 | −5   | 6   |
| 19   | E   | Panathinaikos AC             | 4  | 2 | 2 | 313 | 321 | −8   | 6   |
| 20   | B   | InvestInTheWest Enea Gorzow  | 4  | 2 | 2 | 303 | 316 | −13  | 6   |
| 21   | I   | Castors Braine               | 4  | 2 | 2 | 306 | 323 | −17  | 6   |
| 22   | A   | Flammes Carolo Basket        | 4  | 1 | 3 | 283 | 272 | +11  | 5   |
| 23   | J   | NKA Universitas Pecs         | 4  | 1 | 3 | 263 | 270 | −7   | 5   |
| 24   | K   | BDS Dinamo Sassari           | 4  | 1 | 3 | 269 | 278 | −9   | 5   |
| 25   | H   | KP TANY Brno                 | 4  | 1 | 3 | 288 | 298 | −10  | 5   |
| 26   | F   | Melikgazi Kayseri            | 4  | 1 | 3 | 293 | 309 | −16  | 5   |
| 27   | F   | Olympiacos SFP               | 4  | 1 | 3 | 281 | 300 | −19  | 5   |
| 28   | K   | KSC Szekszárd                | 4  | 1 | 3 | 275 | 296 | −21  | 5   |
| 29   | D   | MB Zagłębie Sosnowiec        | 4  | 1 | 3 | 261 | 314 | −53  | 5   |
| 30   | L   | BCF Elfic Fribourg           | 4  | 1 | 3 | 281 | 346 | −65  | 5   |
| 31   | J   | Bursa Uludag Basketbol       | 4  | 1 | 3 | 252 | 338 | −86  | 5   |
| 32   | H   | Antalya Toroslar BC          | 4  | 1 | 3 | 301 | 401 | −100 | 5   |

 Fuente: FIBA.com

## Fase Eliminatoria

### Cuadro Final
|  | Play-off Ronda 1                                         | Play-off Ronda 1                                         |                              |                             | Octavos de final                                 | Octavos de final                                 |  |                    | Cuartos de final                           | Cuartos de final                           |  |                    | Semifinales                           | Semifinales                           |  |              | Finales                               | Finales                               |  |
|  | 13 y 14 de diciembre (ida) 20 y 21 de diciembre (vuelta) | 13 y 14 de diciembre (ida) 20 y 21 de diciembre (vuelta) |                              |                             | 10 y 11 de enero (ida) 17 y 18 de enero (vuelta) | 10 y 11 de enero (ida) 17 y 18 de enero (vuelta) |  |                    | 22 de febrero (ida) 29 de febrero (vuelta) | 22 de febrero (ida) 29 de febrero (vuelta) |  |                    | 7 de marzo (ida) 14 de marzo (vuelta) | 7 de marzo (ida) 14 de marzo (vuelta) |  |              | 3 de abril (ida) 10 de abril (vuelta) | 3 de abril (ida) 10 de abril (vuelta) |  |
|  |                                                          |                                                          |                              |                             |                                                  |                                                  |  |                    |                                            |                                            |  |                    |                                       |                                       |  |              |                                       |                                       |  |
|  |                                                          |                                                          |                              |                             |                                                  |                                                  |  |                    |                                            |                                            |  |                    |                                       |                                       |  |              |                                       |                                       |  |
|  | Panathinaikos AC                                         | 119                                                      |                              |                             |                                                  |                                                  |  |                    |                                            |                                            |  |                    |                                       |                                       |  |              |                                       |                                       |  |
|  | Panathinaikos AC                                         | 119                                                      |                              |                             |                                                  |                                                  |  |                    |                                            |                                            |  |                    |                                       |                                       |  |              |                                       |                                       |  |
|  | VBW Arka Gdynia                                          | 133                                                      |                              |                             |                                                  |                                                  |  |                    |                                            |                                            |  |                    |                                       |                                       |  |              |                                       |                                       |  |
|  | VBW Arka Gdynia                                          | 133                                                      |                              | VBW Arka Gdynia             | 127                                              |                                                  |  |                    |                                            |                                            |  |                    |                                       |                                       |  |              |                                       |                                       |  |
|  |                                                          |                                                          |                              | VBW Arka Gdynia             | 127                                              |                                                  |  |                    |                                            |                                            |  |                    |                                       |                                       |  |              |                                       |                                       |  |
|  |                                                          |                                                          | Umana Reyer Venice           | 157                         |                                                  |                                                  |  |                    |                                            |                                            |  |                    |                                       |                                       |  |              |                                       |                                       |  |
|  | BCF Elfic Fribourg                                       | 114                                                      | Umana Reyer Venice           | 157                         |                                                  |                                                  |  |                    |                                            |                                            |  |                    |                                       |                                       |  |              |                                       |                                       |  |
|  | BCF Elfic Fribourg                                       | 114                                                      |                              |                             |                                                  |                                                  |  |                    |                                            |                                            |  |                    |                                       |                                       |  |              |                                       |                                       |  |
|  | Umana Reyer Venice                                       | 155                                                      |                              |                             |                                                  |                                                  |  |                    |                                            |                                            |  |                    |                                       |                                       |  |              |                                       |                                       |  |
|  | Umana Reyer Venice                                       | 155                                                      |                              |                             |                                                  |                                                  |  | Umana Reyer Venice | 171                                        |                                            |  |                    |                                       |                                       |  |              |                                       |                                       |  |
|  |                                                          |                                                          |                              |                             |                                                  |                                                  |  | Umana Reyer Venice | 171                                        |                                            |  |                    |                                       |                                       |  |              |                                       |                                       |  |
|  |                                                          |                                                          | TTT Riga                     | 148                         |                                                  |                                                  |  |                    |                                            |                                            |  |                    |                                       |                                       |  |              |                                       |                                       |  |
|  | Flammes Carolo Basket                                    | 144                                                      | TTT Riga                     | 148                         |                                                  |                                                  |  |                    |                                            |                                            |  |                    |                                       |                                       |  |              |                                       |                                       |  |
|  | Flammes Carolo Basket                                    | 144                                                      |                              |                             |                                                  |                                                  |  |                    |                                            |                                            |  |                    |                                       |                                       |  |              |                                       |                                       |  |
|  | Roche Vendée Basket                                      | 149                                                      |                              |                             |                                                  |                                                  |  |                    |                                            |                                            |  |                    |                                       |                                       |  |              |                                       |                                       |  |
|  | Roche Vendée Basket                                      | 149                                                      |                              | Roche Vendée Basket         | 131                                              |                                                  |  |                    |                                            |                                            |  |                    |                                       |                                       |  |              |                                       |                                       |  |
|  |                                                          |                                                          |                              | Roche Vendée Basket         | 131                                              |                                                  |  |                    |                                            |                                            |  |                    |                                       |                                       |  |              |                                       |                                       |  |
|  |                                                          |                                                          | TTT Riga                     | 156                         |                                                  |                                                  |  |                    |                                            |                                            |  |                    |                                       |                                       |  |              |                                       |                                       |  |
|  | Olympiacos SFP                                           | 118                                                      | TTT Riga                     | 156                         |                                                  |                                                  |  |                    |                                            |                                            |  |                    |                                       |                                       |  |              |                                       |                                       |  |
|  | Olympiacos SFP                                           | 118                                                      |                              |                             |                                                  |                                                  |  |                    |                                            |                                            |  |                    |                                       |                                       |  |              |                                       |                                       |  |
|  | TTT Riga                                                 | 142                                                      |                              |                             |                                                  |                                                  |  |                    |                                            |                                            |  |                    |                                       |                                       |  |              |                                       |                                       |  |
|  | TTT Riga                                                 | 142                                                      |                              |                             |                                                  |                                                  |  |                    |                                            |                                            |  | Umana Reyer Venice | 127                                   |                                       |  |              |                                       |                                       |  |
|  |                                                          |                                                          |                              |                             |                                                  |                                                  |  |                    |                                            |                                            |  | Umana Reyer Venice | 127                                   |                                       |  |              |                                       |                                       |  |
|  |                                                          |                                                          | London Lions                 | 140                         |                                                  |                                                  |  |                    |                                            |                                            |  |                    |                                       |                                       |  |              |                                       |                                       |  |
|  | NKA Universitas Pecs                                     | 136                                                      | London Lions                 | 140                         |                                                  |                                                  |  |                    |                                            |                                            |  |                    |                                       |                                       |  |              |                                       |                                       |  |
|  | NKA Universitas Pecs                                     | 136                                                      |                              |                             |                                                  |                                                  |  |                    |                                            |                                            |  |                    |                                       |                                       |  |              |                                       |                                       |  |
|  | Caledonia Gladiators                                     | 101                                                      |                              |                             |                                                  |                                                  |  |                    |                                            |                                            |  |                    |                                       |                                       |  |              |                                       |                                       |  |
|  | Caledonia Gladiators                                     | 101                                                      |                              | NKA Universitas Pecs        | 137                                              |                                                  |  |                    |                                            |                                            |  |                    |                                       |                                       |  |              |                                       |                                       |  |
|  |                                                          |                                                          |                              | NKA Universitas Pecs        | 137                                              |                                                  |  |                    |                                            |                                            |  |                    |                                       |                                       |  |              |                                       |                                       |  |
|  |                                                          |                                                          | Melikgazi Kayseri            | 146                         |                                                  |                                                  |  |                    |                                            |                                            |  |                    |                                       |                                       |  |              |                                       |                                       |  |
|  | Melikgazi Kayseri                                        | 157                                                      | Melikgazi Kayseri            | 146                         |                                                  |                                                  |  |                    |                                            |                                            |  |                    |                                       |                                       |  |              |                                       |                                       |  |
|  | Melikgazi Kayseri                                        | 157                                                      |                              |                             |                                                  |                                                  |  |                    |                                            |                                            |  |                    |                                       |                                       |  |              |                                       |                                       |  |
|  | Movistar Estudiantes                                     | 118                                                      |                              |                             |                                                  |                                                  |  |                    |                                            |                                            |  |                    |                                       |                                       |  |              |                                       |                                       |  |
|  | Movistar Estudiantes                                     | 118                                                      |                              |                             |                                                  |                                                  |  | Melikgazi Kayseri  | 149                                        |                                            |  |                    |                                       |                                       |  |              |                                       |                                       |  |
|  |                                                          |                                                          |                              |                             |                                                  |                                                  |  | Melikgazi Kayseri  | 149                                        |                                            |  |                    |                                       |                                       |  |              |                                       |                                       |  |
|  |                                                          |                                                          | London Lions                 | 169                         |                                                  |                                                  |  |                    |                                            |                                            |  |                    |                                       |                                       |  |              |                                       |                                       |  |
|  | Kangoeroes Basket Mechelen                               | 133                                                      | London Lions                 | 169                         |                                                  |                                                  |  |                    |                                            |                                            |  |                    |                                       |                                       |  |              |                                       |                                       |  |
|  | Kangoeroes Basket Mechelen                               | 133                                                      |                              |                             |                                                  |                                                  |  |                    |                                            |                                            |  |                    |                                       |                                       |  |              |                                       |                                       |  |
|  | Lointek Gernika Bizkaia                                  | 139                                                      |                              |                             |                                                  |                                                  |  |                    |                                            |                                            |  |                    |                                       |                                       |  |              |                                       |                                       |  |
|  | Lointek Gernika Bizkaia                                  | 139                                                      |                              | Lointek Gernika Bizkaia     | 128                                              |                                                  |  |                    |                                            |                                            |  |                    |                                       |                                       |  |              |                                       |                                       |  |
|  |                                                          |                                                          |                              | Lointek Gernika Bizkaia     | 128                                              |                                                  |  |                    |                                            |                                            |  |                    |                                       |                                       |  |              |                                       |                                       |  |
|  |                                                          |                                                          | London Lions                 | 163                         |                                                  |                                                  |  |                    |                                            |                                            |  |                    |                                       |                                       |  |              |                                       |                                       |  |
|  | Bursa Uludag Basketbol                                   | 116                                                      | London Lions                 | 163                         |                                                  |                                                  |  |                    |                                            |                                            |  |                    |                                       |                                       |  |              |                                       |                                       |  |
|  | Bursa Uludag Basketbol                                   | 116                                                      |                              |                             |                                                  |                                                  |  |                    |                                            |                                            |  |                    |                                       |                                       |  |              |                                       |                                       |  |
|  | London Lions                                             | 199                                                      |                              |                             |                                                  |                                                  |  |                    |                                            |                                            |  |                    |                                       |                                       |  |              |                                       |                                       |  |
|  | London Lions                                             | 199                                                      |                              |                             |                                                  |                                                  |  |                    |                                            |                                            |  |                    |                                       |                                       |  | London Lions | 149                                   |                                       |  |
|  |                                                          |                                                          |                              |                             |                                                  |                                                  |  |                    |                                            |                                            |  |                    |                                       |                                       |  | London Lions | 149                                   |                                       |  |
|  |                                                          |                                                          | Beşiktaş                     | 145                         |                                                  |                                                  |  |                    |                                            |                                            |  |                    |                                       |                                       |  |              |                                       |                                       |  |
|  | Castors Braine                                           | 145                                                      | Beşiktaş                     | 145                         |                                                  |                                                  |  |                    |                                            |                                            |  |                    |                                       |                                       |  |              |                                       |                                       |  |
|  | Castors Braine                                           | 145                                                      |                              |                             |                                                  |                                                  |  |                    |                                            |                                            |  |                    |                                       |                                       |  |              |                                       |                                       |  |
|  | Cadí La Seu                                              | 171                                                      |                              |                             |                                                  |                                                  |  |                    |                                            |                                            |  |                    |                                       |                                       |  |              |                                       |                                       |  |
|  | Cadí La Seu                                              | 171                                                      |                              | Cadí La Seu                 | 91                                               |                                                  |  |                    |                                            |                                            |  |                    |                                       |                                       |  |              |                                       |                                       |  |
|  |                                                          |                                                          |                              | Cadí La Seu                 | 91                                               |                                                  |  |                    |                                            |                                            |  |                    |                                       |                                       |  |              |                                       |                                       |  |
|  |                                                          |                                                          | Spar Girona                  | 136                         |                                                  |                                                  |  |                    |                                            |                                            |  |                    |                                       |                                       |  |              |                                       |                                       |  |
|  | KSC Szekszárd                                            | 128                                                      | Spar Girona                  | 136                         |                                                  |                                                  |  |                    |                                            |                                            |  |                    |                                       |                                       |  |              |                                       |                                       |  |
|  | KSC Szekszárd                                            | 128                                                      |                              |                             |                                                  |                                                  |  |                    |                                            |                                            |  |                    |                                       |                                       |  |              |                                       |                                       |  |
|  | Spar Girona                                              | 152                                                      |                              |                             |                                                  |                                                  |  |                    |                                            |                                            |  |                    |                                       |                                       |  |              |                                       |                                       |  |
|  | Spar Girona                                              | 152                                                      |                              |                             |                                                  |                                                  |  | Spar Girona        | 160                                        |                                            |  |                    |                                       |                                       |  |              |                                       |                                       |  |
|  |                                                          |                                                          |                              |                             |                                                  |                                                  |  | Spar Girona        | 160                                        |                                            |  |                    |                                       |                                       |  |              |                                       |                                       |  |
|  |                                                          |                                                          | Galatasaray Cagdas Factoring | 145                         |                                                  |                                                  |  |                    |                                            |                                            |  |                    |                                       |                                       |  |              |                                       |                                       |  |
|  | InvestInTheWest Enea Gorzow                              | 149                                                      | Galatasaray Cagdas Factoring | 145                         |                                                  |                                                  |  |                    |                                            |                                            |  |                    |                                       |                                       |  |              |                                       |                                       |  |
|  | InvestInTheWest Enea Gorzow                              | 149                                                      |                              |                             |                                                  |                                                  |  |                    |                                            |                                            |  |                    |                                       |                                       |  |              |                                       |                                       |  |
|  | Union Féminine Angers                                    | 135                                                      |                              |                             |                                                  |                                                  |  |                    |                                            |                                            |  |                    |                                       |                                       |  |              |                                       |                                       |  |
|  | Union Féminine Angers                                    | 135                                                      |                              | InvestInTheWest Enea Gorzow | 164                                              |                                                  |  |                    |                                            |                                            |  |                    |                                       |                                       |  |              |                                       |                                       |  |
|  |                                                          |                                                          |                              | InvestInTheWest Enea Gorzow | 164                                              |                                                  |  |                    |                                            |                                            |  |                    |                                       |                                       |  |              |                                       |                                       |  |
|  |                                                          |                                                          | Galatasaray Cagdas Factoring | 172                         |                                                  |                                                  |  |                    |                                            |                                            |  |                    |                                       |                                       |  |              |                                       |                                       |  |
|  | MB Zagłębie Sosnowiec                                    | 155                                                      | Galatasaray Cagdas Factoring | 172                         |                                                  |                                                  |  |                    |                                            |                                            |  |                    |                                       |                                       |  |              |                                       |                                       |  |
|  | MB Zagłębie Sosnowiec                                    | 155                                                      |                              |                             |                                                  |                                                  |  |                    |                                            |                                            |  |                    |                                       |                                       |  |              |                                       |                                       |  |
|  | Galatasaray Cagdas Factoring                             | 181                                                      |                              |                             |                                                  |                                                  |  |                    |                                            |                                            |  |                    |                                       |                                       |  |              |                                       |                                       |  |
|  | Galatasaray Cagdas Factoring                             | 181                                                      |                              |                             |                                                  |                                                  |  |                    |                                            |                                            |  | Spar Girona        | 126                                   |                                       |  |              |                                       |                                       |  |
|  |                                                          |                                                          |                              |                             |                                                  |                                                  |  |                    |                                            |                                            |  | Spar Girona        | 126                                   |                                       |  |              |                                       |                                       |  |
|  |                                                          |                                                          | Beşiktaş                     | 149                         |                                                  |                                                  |  |                    |                                            |                                            |  |                    |                                       |                                       |  |              |                                       |                                       |  |
|  | BDS Dinamo Sassari                                       | 142                                                      | Beşiktaş                     | 149                         |                                                  |                                                  |  |                    |                                            |                                            |  |                    |                                       |                                       |  |              |                                       |                                       |  |
|  | BDS Dinamo Sassari                                       | 142                                                      |                              |                             |                                                  |                                                  |  |                    |                                            |                                            |  |                    |                                       |                                       |  |              |                                       |                                       |  |
|  | Basket Namur Capitale                                    | 125                                                      |                              |                             |                                                  |                                                  |  |                    |                                            |                                            |  |                    |                                       |                                       |  |              |                                       |                                       |  |
|  | Basket Namur Capitale                                    | 125                                                      |                              | BDS Dinamo Sassari          | 135                                              |                                                  |  |                    |                                            |                                            |  |                    |                                       |                                       |  |              |                                       |                                       |  |
|  |                                                          |                                                          |                              | BDS Dinamo Sassari          | 135                                              |                                                  |  |                    |                                            |                                            |  |                    |                                       |                                       |  |              |                                       |                                       |  |
|  |                                                          |                                                          | Lattes Montpellier           | 148                         |                                                  |                                                  |  |                    |                                            |                                            |  |                    |                                       |                                       |  |              |                                       |                                       |  |
|  | KP TANY Brno                                             | 130                                                      | Lattes Montpellier           | 148                         |                                                  |                                                  |  |                    |                                            |                                            |  |                    |                                       |                                       |  |              |                                       |                                       |  |
|  | KP TANY Brno                                             | 130                                                      |                              |                             |                                                  |                                                  |  |                    |                                            |                                            |  |                    |                                       |                                       |  |              |                                       |                                       |  |
|  | Lattes Montpellier                                       | 152                                                      |                              |                             |                                                  |                                                  |  |                    |                                            |                                            |  |                    |                                       |                                       |  |              |                                       |                                       |  |
|  | Lattes Montpellier                                       | 152                                                      |                              |                             |                                                  |                                                  |  | Lattes Montpellier | 131                                        |                                            |  |                    |                                       |                                       |  |              |                                       |                                       |  |
|  |                                                          |                                                          |                              |                             |                                                  |                                                  |  | Lattes Montpellier | 131                                        |                                            |  |                    |                                       |                                       |  |              |                                       |                                       |  |
|  |                                                          |                                                          | Beşiktaş                     | 148                         |                                                  |                                                  |  |                    |                                            |                                            |  |                    |                                       |                                       |  |              |                                       |                                       |  |
|  | Žabiny Brno                                              | 131                                                      | Beşiktaş                     | 148                         |                                                  |                                                  |  |                    |                                            |                                            |  |                    |                                       |                                       |  |              |                                       |                                       |  |
|  | Žabiny Brno                                              | 131                                                      |                              |                             |                                                  |                                                  |  |                    |                                            |                                            |  |                    |                                       |                                       |  |              |                                       |                                       |  |
|  | Beşiktaş                                                 | 141                                                      |                              |                             |                                                  |                                                  |  |                    |                                            |                                            |  |                    |                                       |                                       |  |              |                                       |                                       |  |
|  | Beşiktaş                                                 | 141                                                      |                              | Beşiktaş                    | 159                                              |                                                  |  |                    |                                            |                                            |  |                    |                                       |                                       |  |              |                                       |                                       |  |
|  |                                                          |                                                          |                              | Beşiktaş                    | 159                                              |                                                  |  |                    |                                            |                                            |  |                    |                                       |                                       |  |              |                                       |                                       |  |
|  |                                                          |                                                          | Tango Bourges Basket         | 153                         |                                                  |                                                  |  |                    |                                            |                                            |  |                    |                                       |                                       |  |              |                                       |                                       |  |
|  | Antalya Toroslar BC                                      | 120                                                      | Tango Bourges Basket         | 153                         |                                                  |                                                  |  |                    |                                            |                                            |  |                    |                                       |                                       |  |              |                                       |                                       |  |
|  | Antalya Toroslar BC                                      | 120                                                      |                              |                             |                                                  |                                                  |  |                    |                                            |                                            |  |                    |                                       |                                       |  |              |                                       |                                       |  |
|  | Tango Bourges Basket                                     | 198                                                      |                              |                             |                                                  |                                                  |  |                    |                                            |                                            |  |                    |                                       |                                       |  |              |                                       |                                       |  |
|  | Tango Bourges Basket                                     | 198                                                      |                              |                             |                                                  |                                                  |  |                    |                                            |                                            |  |                    |                                       |                                       |  |              |                                       |                                       |  |
|  |                                                          |                                                          |                              |                             |                                                  |                                                  |  |                    |                                            |                                            |  |                    |                                       |                                       |  |              |                                       |                                       |  |

Fuente: 

### Play-off Ronda 1
| Equipo 1                    | Agr.    | Equipo 2                     | Ida    | Vuelta |
| --------------------------- | ------- | ---------------------------- | ------ | ------ |
| Antalya Toroslar BC         | 120-198 | Tango Bourges Basket         | 51-108 | 69-90  |
| Bursa Uludag Basketbol      | 116-199 | London Lions                 | 53-77  | 63-122 |
| BCF Elfic Fribourg          | 114-155 | Umana Reyer Venice           | 63-83  | 51-72  |
| MB Zagłębie Sosnowiec       | 155-181 | Galatasaray Cagdas Factoring | 90-90  | 65-91  |
| KSC Szekszárd               | 128-152 | Spar Girona                  | 77-89  | 51-63  |
| Olympiacos SFP              | 118-142 | TTT Riga                     | 53-72  | 65-70  |
| Melikgazi Kayseri           | 157-118 | Movistar Estudiantes         | 81-55  | 76-63  |
| KP TANY Brno                | 130-152 | Lattes Montpellier           | 71-63  | 59-89  |
| BDS Dinamo Sassari          | 142-125 | Basket Namur Capitale        | 79-73  | 63-52  |
| NKA Universitas Pecs        | 136-101 | Caledonia Gladiators         | 75-51  | 61-50  |
| Flammes Carolo Basket       | 144-149 | Roche Vendée Basket          | 71-71  | 73-78  |
| Castors Braine              | 145-171 | Cadí La Seu                  | 62-84  | 83-87  |
| InvestInTheWest Enea Gorzow | 149-135 | Union Féminine Angers        | 74-67  | 75-68  |
| Panathinaikos AC            | 119-133 | VBW Arka Gdynia              | 56-66  | 63-67  |
| Kangoeroes Basket Mechelen  | 133-139 | Lointek Gernika Bizkaia      | 75-70  | 58-69  |
| Žabiny Brno                 | 131-141 | Beşiktaş                     | 73-63  | 58-78  |

### Octavos de final
| Equipo 1                    | Agr.    | Equipo 2                     | Ida   | Vuelta |
| --------------------------- | ------- | ---------------------------- | ----- | ------ |
| Beşiktaş                    | 159–153 | Tango Bourges Basket         | 83–74 | 76–79  |
| Lointek Gernika Bizkaia     | 128–163 | London Lions                 | 69–76 | 59–87  |
| VBW Arka Gdynia             | 127–157 | Umana Reyer Venezia          | 68–77 | 59–80  |
| InvestInTheWest Enea Gorzow | 164–172 | Galatasaray Cagdas Factoring | 73–87 | 91–85  |
| Cadí La Seu                 | 91–136  | Spar Girona                  | 52–68 | 39–68  |
| Roche Vendée Basket         | 131–156 | TTT Riga                     | 70–87 | 61–69  |
| Melikgazi Kayseri           | 146–137 | NKA Universitas Pecs         | 76–65 | 70–72  |
| BDS Dinamo Sassari          | 135–148 | Lattes Montpellier           | 66–69 | 69–79  |

Beşiktaş–Bourges
| 11 de enero de 2024 | Beşiktaş                                          | 83–74                                | Tango Bourges Basket                                                      | Estambul |  |
| 19:00 GMT+3         | Parciales: 9–20, 23–24, 25–19, 26–11              | Parciales: 9–20, 23–24, 25–19, 26–11 | Parciales: 9–20, 23–24, 25–19, 26–11                                      | |  |
|                     | Estadísticas Nogić 25 Bayram 10 Nogić 10 Nogić 29 | Reporte Pts Reb Asts Val             | Estadísticas 18 Šteinberga 7 Šteinberga, Alexander 8 Duchet 19 Šteinberga | Pabellón: BJK Akatlar Arena Asistencia: 500 espectadores Árbitros: Nikola Perlić Sandra Sánchez González Hrvoje Čavar |  |

| 17 de enero de 2024 | Tango Bourges Basket                                | 79–76                                 | Beşiktaş                                       | Bourges |  |
| 20:00 GMT+1         | Parciales: 21–12, 16–23, 18–22, 24–19               | Parciales: 21–12, 16–23, 18–22, 24–19 | Parciales: 21–12, 16–23, 18–22, 24–19          | |  |
|                     | Estadísticas Spanou 22 Spanou 11 Michel 5 Spanou 27 | Reporte Pts Reb Asts Val              | Estadísticas 31 Evans 8 Nogić 5 Evans 26 Evans | Pabellón: Palais des Sports du Prado Asistencia: 4050 espectadores Árbitros: Sergio Manuel Rodríguez Nermin Hodzic Roberto Lucas Martínez |  |

Beşiktaş gana la eliminatoria 159–153
Gernika–Lions
| 10 de enero de 2024 | Lointek Gernika Bizkaia                      | 69–76                                 | London Lions                                                | Gernika-Lumo |  |
| 20:00 GMT+1         | Parciales: 14–18, 13–17, 22–22, 20–19        | Parciales: 14–18, 13–17, 22–22, 20–19 | Parciales: 14–18, 13–17, 22–22, 20–19                       | |  |
|                     | Estadísticas Buch 19 Flores 7 Buch 5 Buch 17 | Reporte Pts Reb Asts Val              | Estadísticas 18 Fagbenle 8 Katanić 6 Winterburn 22 Fagbenle | Pabellón: Polideportivo Maloste Asistencia: 250 espectadores Árbitros: Lukasz Jankowski Alexandre Maret Edgard Ceccarelli |  |

| 18 de enero de 2024 | London Lions                                                 | 87–59                                | Lointek Gernika Bizkaia                                                     | Londres                                                                                            |  |
| 19:00 GMT           | Parciales: 28–14, 19–17, 17–20, 23–8                         | Parciales: 28–14, 19–17, 17–20, 23–8 | Parciales: 28–14, 19–17, 17–20, 23–8                                        | |  |
|                     | Estadísticas Fagbenle 16 Fagbenle 8 Winterburn 8 Fagbenle 25 | Reporte Pts Reb Asts Val             | Estadísticas 13 Milapie 5 Dodson, Buch 4 Ariztimuño 14 Nikitinaite, Milapie | Pabellón: Copper Box Asistencia: 1100 espectadores Árbitros: David Tomasson Alin Faur Tom de Lange |  |

London Lions gana la eliminatoria 163–128
Gdynia–Venecia
| 10 de enero de 2024 | VBW Arka Gdynia                                                     | 68–77                                  | Umana Reyer Venezia                                    | Gdynia |  |
| 18:00 GMT+1         | Parciales: 15–19, 22–23, 13–12, 18–23'                              | Parciales: 15–19, 22–23, 13–12, 18–23' | Parciales: 15–19, 22–23, 13–12, 18–23'                 | |  |
|                     | Estadísticas Wrzesiński 17 Miškinienė 11 Wrzesiński 6 Wrzesiński 20 | Reporte Pts Reb Asts Val               | Estadísticas 17 Shepard 6 Makurat 4 Shepard 18 Shepard | Pabellón: Polsat Plus Arena Asistencia: 350 espectadores Árbitros: Özlem Yalman Tijmen Last Yasmina Alcaraz |  |

| 17 de enero de 2024 | Umana Reyer Venezia                                  | 80–59                                | VBW Arka Gdynia                                           | Venecia |  |
| 19:30 GMT+1         | Parciales: 18–15, 15–13, 22–8, 25–23                 | Parciales: 18–15, 15–13, 22–8, 25–23 | Parciales: 18–15, 15–13, 22–8, 25–23                      | |  |
|                     | Estadísticas Shepard 18 Kuier 8 Shepard 5 Shepard 19 | Reporte Pts Reb Asts Val             | Estadísticas 15 Cowling 9 Cowling 4 Wrzesiński 21 Cowling | Pabellón: Palasport Taliercio Asistencia: 900 espectadores Árbitros: Nemanja Ninkovic Bojan Jovanić Nace Mohorič |  |

Umana Reyer Venezia gana la eliminatoria 157–127
Gorzow–Galatasaray
| 11 de enero de 2024 | InvestInTheWest Enea Gorzow                                    | 73–87                                 | Galatasaray Cagdas Factoring                                      | Gorzów Wielkopolski                                                                                              |  |
| 19:00 GMT+1         | Parciales: 23–19, 11–26, 21–21, 18–21                          | Parciales: 23–19, 11–26, 21–21, 18–21 | Parciales: 23–19, 11–26, 21–21, 18–21                             | |  |
|                     | Estadísticas Tsineke 16 Bibby 14 Tsineke, Wentzel 5 Telenga 24 | Reporte Pts Reb Asts Val              | Estadísticas 19 Hines-Allen 20 Smith 9 Hines-Allen 31 Hines-Allen | Pabellón: Hala of AJP Asistencia: 850 espectadores Árbitros: Gintaras Vitkauskas Andrada Csender Aurimas Borusas |  |

| 18 de enero de 2024 | Galatasaray Cagdas Factoring                              | 85–91                                 | InvestInTheWest Enea Gorzow                             | Estambul |  |
| 20:00 GMT+3         | Parciales: 18–26, 23–14, 25–22, 19–29                     | Parciales: 18–26, 23–14, 25–22, 19–29 | Parciales: 18–26, 23–14, 25–22, 19–29                   | |  |
|                     | Estadísticas Vanloo 25 Hines-Allen 9 Vanlooo 12 Vanloo 32 | Reporte Pts Reb Asts Val              | Estadísticas 22 Tsineke 22 Telenga 9 Wentzel 30 Telenga | Pabellón: Pabellón Deportivo Ahmet Cömert Asistencia: 350 espectadores Árbitros: Zdravko Rutesic Vladimir Zanev Ciprian Stoica |  |

Galatasaray Cagdas Factoring gana la eliminatoria 172–164
La Seu–Girona
| 10 de enero de 2024 | Cadí La Seu                                       | 52–68                                | Spar Girona                                        | Seo de Urgel |  |
| 19:00 GMT+1         | Parciales: 13–17, 12–19, 18–14, 9–18              | Parciales: 13–17, 12–19, 18–14, 9–18 | Parciales: 13–17, 12–19, 18–14, 9–18               | |  |
|                     | Estadísticas Melgoza 18 Bair 7 Palma 4 Melgoza 14 | Reporte Pts Reb Asts Val             | Estadísticas 15 Mendy 12 Tolo 4 Ygueravide 16 Tolo | Pabellón: Palau d'Esports Asistencia: 400 espectadores Árbitros: Sonia Teixeira Andrea Bongiorni Gellért Kapitány |  |

| 17 de enero de 2024 | Spar Girona                                       | 68–39                               | Cadí La Seu                                   | Gerona |  |
| 19:00 GMT+1         | Parciales: 16–11, 21–7, 10–13, 21–8               | Parciales: 16–11, 21–7, 10–13, 21–8 | Parciales: 16–11, 21–7, 10–13, 21–8           | |  |
|                     | Estadísticas Bertsch 13 Tolo 7 López 6 Bertsch 19 | Reporte Pts Reb Asts Val            | Estadísticas 10 Bair 9 Bair 5 Ramette 16 Bair | Pabellón: Pabellón Fontajau Asistencia: 2000 espectadores Árbitros: Valerio Grigioni José Pedroso Josh Bowe |  |

Spar Girona gana la eliminatoria 136–91
Roche Vendée–Riga
| 10 de enero de 2024 | Roche Vendée Basket                              | 70–87                                 | TTT Riga                                                | La Roche-sur-Yon |  |
| 20:00 GMT+1         | Parciales: 17–31, 15–16, 21–21, 17–19            | Parciales: 17–31, 15–16, 21–21, 17–19 | Parciales: 17–31, 15–16, 21–21, 17–19                   | |  |
|                     | Estadísticas Clarke 16 Adams 11 Adams 7 Adams 27 | Reporte Pts Reb Asts Val              | Estadísticas 20 Meškonytė 10 Sila 10 Lambert 33 Lambert | Pabellón: Halle des Sports des Oudairies Asistencia: 1250 espectadores Árbitros: Petr Hrusa Christian Theis Iain Macdonald |  |

| 18 de enero de 2024 | TTT Riga                                            | 69–61                                | Roche Vendée Basket                              | Riga |  |
| 19:00 GMT+2         | Parciales: 15–16, 20–21, 25–10, 9–14                | Parciales: 15–16, 20–21, 25–10, 9–14 | Parciales: 15–16, 20–21, 25–10, 9–14             | |  |
|                     | Estadísticas Lambert 16 Otto 7 Lambert 8 Lambert 22 | Reporte Pts Reb Asts Val             | Estadísticas 17 Suárez 12 Adams 5 Adams 23 Adams | Pabellón: Rimi Olympic Centre Asistencia: 450 espectadores Árbitros: Juozas Barkauskas Nikola Bejat Blazo Begenesic |  |

TTT Riga gana la eliminatoria 156–131
Kayseri–Pécs
| 11 de enero de 2024 | Melikgazi Kayseri                                                           | 76–65                                | NKA Universitas Pécs                                | Kayseri |  |
| 18:30 GMT+3         | Parciales: 18–19, 18–18, 19–22, 21–6                                        | Parciales: 18–19, 18–18, 19–22, 21–6 | Parciales: 18–19, 18–18, 19–22, 21–6                | |  |
|                     | Estadísticas Petronytė 23 Petronytė 10 Ellenberg-Wiley, Holmes Petronytė 31 | Reporte Pts Reb Asts Val             | Estadísticas 16 Mérész 8 Williams 9 Tadić 24 Mérész | Pabellón: Kadir Has Kongre ve Spor Merkezi Asistencia: 1000 espectadores Árbitros: Ivana Ivanovic Alexandra-Ioana Stan Tomi Panov |  |

| 18 de enero de 2024 | NKA Universitas Pécs                                            | 72–70                                | Melikgazi Kayseri                                               | Pécs |  |
| 18:00 GMT+1         | Parciales: 12–20, 17–9, 17–18, 26–23                            | Parciales: 12–20, 17–9, 17–18, 26–23 | Parciales: 12–20, 17–9, 17–18, 26–23                            | |  |
|                     | Estadísticas Wallace, Mérész 14 Williams 11 Tadić 7 Williams 26 | Reporte Pts Reb Asts Val             | Estadísticas 24 Petronytė 20 Petronytė 6 Petronytė 42 Petronytė | Pabellón: Nemzeti Kosárlada Akademia Asistencia: 700 espectadores Árbitros: Zoran Mitrovski Josip Mikulić Maid Lasetović |  |

Melikgazi Kayseri gana la eliminatoria 146–137
Sassari–Lattes
| 11 de enero de 2024 | BDS Dinamo Sassari                                              | 66–69                                 | Lattes Montpellier                                               | Sassari |  |
| 20:30 GMT+1         | Parciales: 16–25, 18–18, 19–16, 13–10                           | Parciales: 16–25, 18–18, 19–16, 13–10 | Parciales: 16–25, 18–18, 19–16, 13–10                            | |  |
|                     | Estadísticas Carangelo 23 Hollingshed 9 Togliani 4 Carangelo 23 | Reporte Pts Reb Asts Val              | Estadísticas 20 Badiane 11 Linskens 4 Alston, Bernies 17 Jenkins | Pabellón: Palaserradimigni Asistencia: 550 espectadores Árbitros: Alfred Jovovic Domen Krajnc Primož Pipan |  |

| 18 de enero de 2024 | Lattes Montpellier                                              | 79–69                                | BDS Dinamo Sassari                                        | Lattes |  |
| 20:00 GMT+1         | Parciales: 19–23, 14–24, 22–14, 24–8                            | Parciales: 19–23, 14–24, 22–14, 24–8 | Parciales: 19–23, 14–24, 22–14, 24–8                      | |  |
|                     | Estadísticas Jenkins 24 Jenkins 11 Alston, Bernies 5 Jenkins 36 | Reporte Pts Reb Asts Val             | Estadísticas 18 Carangelo 7 Raca 5 Hollingshed 19 Toffolo | Pabellón: Palais des Sports de Lattes Asistencia: 850 espectadores Árbitros: Stylianos Simeonidis Alfonso Olivares Iglesias Balász Mészáros |  |

Lattes Montpellier gana la eliminatoria 148–135

### Cuartos de final
| Equipo 1          | Agr.    | Equipo 2                     | Ida   | Vuelta |
| ----------------- | ------- | ---------------------------- | ----- | ------ |
| Beşiktaş          | 148–131 | Lattes-Montpellier           | 73–59 | 75–72  |
| Melikgazi Kayseri | 149–169 | London Lions                 | 79–87 | 70–82  |
| TTT Riga          | 148–171 | Umana Reyer Venezia          | 70–83 | 78–88  |
| Spar Girona       | 160–145 | Galatasaray Cagdas Factoring | 77–64 | 83–81  |

Beşiktaş–Lattes
| 22 de febrero de 2024 | Beşiktaş                                     | 73–59                                 | Lattes-Montpellier                                 | Estanbul |  |
| 20:00 GMT+3           | Parciales: 21–11, 24–15, 16–16, 12–17        | Parciales: 21–11, 24–15, 16–16, 12–17 | Parciales: 21–11, 24–15, 16–16, 12–17              | |  |
|                       | Estadísticas Nogić 17 Li 13 Nogić 7 Nogić 17 | Reporte Pts Reb Asts Val              | Estadísticas 21 Rabot 11 Jenkins 6 Alston 24 Rabot | Pabellón: BJK Akatlar Arena Asistencia: 1500 espectadores Árbitros: Silvia Marziali Alakbar Hasanov Mladen Lučić |  |

| 29 de febrero de 2024 | Lattes-Montpellier                                | 72–75                                 | Beşiktaş                                    | Lattes |  |
| 20:00 GMT+1           | Parciales: 18–26, 19–17, 11–16, 24–16             | Parciales: 18–26, 19–17, 11–16, 24–16 | Parciales: 18–26, 19–17, 11–16, 24–16       | |  |
|                       | Estadísticas Naigre 13 Rabot 8 Bernies 4 Rabot 19 | Reporte Pts Reb Asts Val              | Estadísticas 17 Evans 9 Lazić 5 Nogić 28 Li | Pabellón: Palais des Sports de Lattes Asistencia: 850 espectadores Árbitros: Alin Faur Elvis Binders-Čoders Andrea Bongiorni |  |

Beşiktaş gana la eliminatoria 148–131
Kayseri–Lions
| 22 de febrero de 2024 | Melikgazi Kayseri                               | 79–87                                 | London Lions                                                           | Kayseri |  |
| 18:30 GMT+3           | Parciales: 26–30, 14–16, 19–22, 20–19           | Parciales: 26–30, 14–16, 19–22, 20–19 | Parciales: 26–30, 14–16, 19–22, 20–19                                  | |  |
|                       | Estadísticas Hamby 23 Hamby 13 Günay 7 Hamby 31 | Reporte Pts Reb Asts Val              | Estadísticas 26 Gustafson 10 Fagbenle 10 Peddy 25 Gustafson, Samuelson | Pabellón: Kadir Has Kongre ve Spor Merkezi Asistencia: 2850 espectadores Árbitros: Yasmina Alcaraz Jelena Tomić Kirile Tvauri |  |

| 28 de febrero de 2024 | London Lions                                                    | 82–70                                 | Melikgazi Kayseri                                             | Londres |  |
| 19:00 GMT             | Parciales: 17–10, 21–16, 29–25, 15–19                           | Parciales: 17–10, 21–16, 29–25, 15–19 | Parciales: 17–10, 21–16, 29–25, 15–19                         | |  |
|                       | Estadísticas Gustafson 24 Samuelson 9 Winterburn 6 Samuelson 25 | Reporte Pts Reb Asts Val              | Estadísticas 18 Hamby 9 Cuic, Hamby 5 Ellenberg-Wiley 20 Cuic | Pabellón: Copper Box Asistencia: 1450 espectadores Árbitros: Amal Dahra Paulina Karolina Gajdosz Tijmen Last |  |

London Lions gana la eliminatoria 169–149
Riga-Venecia
| 22 de febrero de 2024 | TTT Riga                                               | 70–83                                | Umana Reyer Venezia                                              | Riga |  |
| 19:30 GMT+2           | Parciales: 15–21, 18–31, 20–23, 17–8                   | Parciales: 15–21, 18–31, 20–23, 17–8 | Parciales: 15–21, 18–31, 20–23, 17–8                             | |  |
|                       | Estadísticas Pulvere 22 Lambert 7 Lambert 7 Pulvere 15 | Reporte Pts Reb Asts Val             | Estadísticas 16 Berkani, Shepard 14 Shepard 5 Makurat 22 Shepard | Pabellón: Rimi Olympic Centre Asistencia: 450 espectadores Árbitros: Peter Zenis Alexandre Maret Vladimir Jevtović |  |

| 29 de febrero de 2024 | Umana Reyer Venezia                                     | 88–78                                 | TTT Riga                                         | Venecia |  |
| 19:30 GMT+1           | Parciales: 26–21, 27–20, 15–23, 20–14                   | Parciales: 26–21, 27–20, 15–23, 20–14 | Parciales: 26–21, 27–20, 15–23, 20–14            | |  |
|                       | Estadísticas Fassina 19 Shepard 17 Makurat 6 Shepard 27 | Reporte Pts Reb Asts Val              | Estadísticas 19 Lambert 8 Otto 5 Lambert 24 Otto | Pabellón: Palasport Taliercio Asistencia: 1550 espectadores Árbitros: Joaquín García González Alexandra-Ioana Stan Hrvoje Čavar |  |

Umana Reyer Venezia gana la eliminatoria 171–48
Girona-Galatasary
| 22 de febrero de 2024 | Spar Girona                                                                    | 77–64                                 | Galatasaray Cagdas Factoring                     | Gerona |  |
| 19:00 GMT+1           | Parciales: 21–22, 19–12, 20–15, 17–15                                          | Parciales: 21–22, 19–12, 20–15, 17–15 | Parciales: 21–22, 19–12, 20–15, 17–15            | |  |
|                       | Estadísticas Ygueravide 15 Magarity, López 9 Ygueravide, López 5 Ygueravide 21 | Reporte Pts Reb Asts Val              | Estadísticas 16 Smith 12 Smith 6 Vanloo 19 Smith | Pabellón: Pabellón Fontajau Asistencia: 5200 espectadores Árbitros: Cecília Montgomery-Tóth Nikola Bejat Ewa Matuszewska |  |

| 29 de febrero de 2024 | Galatasaray Cagdas Factoring                         | 81–83                                 | Spar Girona                                              | Estanbul |  |
| 20:00 GMT+3           | Parciales: 23–20, 15–19, 17–19, 26–25                | Parciales: 23–20, 15–19, 17–19, 26–25 | Parciales: 23–20, 15–19, 17–19, 26–25                    | |  |
|                       | Estadísticas McCowan 20 Smith 11 Vanloo 5 McCowan 23 | Reporte Pts Reb Asts Val              | Estadísticas 21 Ygueravide 8 Ygueravide 7 Mendy 25 Mendy | Pabellón: Pabellón Deportivo Ahmet Cömert Asistencia: 800 espectadores Árbitros: Vladimir Jevtović Nikolaos Tziopanos Christian Theis |  |

Spar Girona gana la eliminatoria 160–145

### Semifinales
| Equipo 1            | Agr.    | Equipo 2     | Ida   | Vuelta |
| ------------------- | ------- | ------------ | ----- | ------ |
| Beşiktaş            | 149–126 | Spar Girona  | 81–60 | 68–66  |
| Umana Reyer Venezia | 127–140 | London Lions | 68–69 | 59–71  |

Beşiktaş-Girona
| 7 de marzo de 2024 | Beşiktaş                                  | 81–60                                | Spar Girona                                              | Estanbul |  |
| 20:00 GMT+3        | Parciales: 27–21, 14–14, 15–18, 25–7      | Parciales: 27–21, 14–14, 15–18, 25–7 | Parciales: 27–21, 14–14, 15–18, 25–7                     | |  |
|                    | Estadísticas Evans 27 Li 10 Evans 6 Li 29 | Reporte Pts Reb Asts Val             | Estadísticas 19 Magarity 9 Canella 5 Canella 22 Magarity | Pabellón: BJK Akatlar Arena Asistencia: 1500 espectadores Árbitros: Igor Mitrovski Lukasz Jankowski Nemanja Ninkovic |  |

| 14 de marzo de 2024 | Spar Girona                                                | 66–68                                 | Beşiktaş                                                | Gerona |  |
| GMT+1               | Parciales: 13–21, 10–17, 22–12, 21–18                      | Parciales: 13–21, 10–17, 22–12, 21–18 | Parciales: 13–21, 10–17, 22–12, 21–18                   | |  |
|                     | Estadísticas Canella 13 Magarity 9 Ygueravide 5 Canella 18 | Reporte Pts Reb Asts Val              | Estadísticas 14 Evans, Nogić 15 Li 3 Lazić, Evans 23 Li | Pabellón: Pabellón Fontajau Asistencia: 2250 espectadores Árbitros: Cecília Montgomery-Tóth Ivor Matějek Josip Jurčević |  |

Beşiktaş gana la semifinal 149–126
Venecia-Lions
| 6 de marzo de 2024 | Umana Reyer Venezia                              | 68–69                                | London Lions                                                   | Venecia |  |
| 19:30 GMT+1        | Parciales: 21–20, 3–20, 19–10, 25–19             | Parciales: 21–20, 3–20, 19–10, 25–19 | Parciales: 21–20, 3–20, 19–10, 25–19                           | |  |
|                    | Estadísticas Villa 14 Shepard 7 Villa 4 Villa 15 | Reporte Pts Reb Asts Val             | Estadísticas 24 Fagbenle 12 Gustafson 8 Winterburn 20 Fagbenle | Pabellón: Palasport Taliercio Asistencia: 2550 espectadores Árbitros: Ciprian Stoica Jan Baloun Elvis Binders-Čoders |  |

| 12 de marzo de 2024 | London Lions                                                    | 71–59                                 | Umana Reyer Venezia                                     | Londres |  |
| 19:00 GMT           | Parciales: 19–13, 12–20, 24–12, 16–14                           | Parciales: 19–13, 12–20, 24–12, 16–14 | Parciales: 19–13, 12–20, 24–12, 16–14                   | |  |
|                     | Estadísticas Gustafson 19 Fagbenle 9 Winterburn 5 Winterburn 21 | Reporte Pts Reb Asts Val              | Estadísticas 21 Shepard 13 Shepard 5 Berkani 27 Shepard | Pabellón: Copper Box Asistencia: 1650 espectadores Árbitros: Viola Györgyi Stylianos Simeonidis Franko Gracin |  |

London Lions gana la semifinal 140–127

### Finales
| Equipo 1 | Agr.    | Equipo 2     | Ida   | Vuelta |
| -------- | ------- | ------------ | ----- | ------ |
| Beşiktaş | 145-149 | London Lions | 75-68 | 70-81  |

| 3 de abril de 2024 | Beşiktaş                                          | 75–68                                 | London Lions                                                     | Estanbul |  |
| 20:30 GMT+3        | Parciales: 20–15, 20–12, 11–16, 24–25             | Parciales: 20–15, 20–12, 11–16, 24–25 | Parciales: 20–15, 20–12, 11–16, 24–25                            | |  |
|                    | Estadísticas Evans 20 Bayram 11 Nogić 7 Bayram 21 | Reporte Pts Reb Asts Val              | Estadísticas 23 Winterburn 9 Fagbenle 5 Winterburn 20 Winterburn | Pabellón: BJK Akatlar Arena Asistencia: 1900 espectadores Árbitros: Beniamino Manuel Attard Amal Dahra Sinisa Prpa |  |

| 10 de abril de 2024 | London Lions                                               | 81–70                                 | Beşiktaş                                          | Londres |  |
| 19:00 GMT+1         | Parciales: 23–17, 22–18, 15–20, 21–15                      | Parciales: 23–17, 22–18, 15–20, 21–15 | Parciales: 23–17, 22–18, 15–20, 21–15             | |  |
|                     | Estadísticas Samuelson 19 Winterburn 9 Peddy 5 Fagbenle 23 | Reporte Pts Reb Asts Val              | Estadísticas 17 Evans 12 Bayram 8 Evans 16 Bayram | Pabellón: Copper Box Asistencia: 4650 espectadores Árbitros: Geert Jacobs Yasmina Alcaraz Ventsislav Velikov |  |

| Ganadoras de la Eurocup Women 2023–24 |
| ------------------------------------- |
| London Lions 1er título               |